# (3415) Danby
(3415) Danby es un asteroide perteneciente al cinturón exterior de asteroides descubierto por Karl Wilhelm Reinmuth el 22 de septiembre de 1928 desde el Observatorio de Heidelberg-Königstuhl, Alemania.

## Designación y nombre
Danby recibió inicialmente la designación de 1928 SL.
Más adelante, en 1986, a propuesta de Brian Marsden, se nombró en honor del astrónomo británico John Michael Anthony Danby (1929-2009) y de su hija Dinah.

## Características orbitales
Danby está situado a una distancia media del Sol de 3,966 ua, pudiendo acercarse hasta 2,976 ua y alejarse hasta 4,957 ua. Su excentricidad es 0,2497 y la inclinación orbital 1,366 grados. Emplea 2885 días en completar una órbita alrededor del Sol.
Danby forma parte del grupo asteroidal de Hilda.

## Características físicas
La magnitud absoluta de Danby es 10,9. Emplea 5,666 horas en completar una vuelta sobre su eje y tiene un diámetro de 32,33 km. Se estima su albedo en 0,0809.